# لنینو (آستراخان)
لنینو (به لاتین: Lenino) یک منطقهٔ مسکونی در روسیه است که در استان آستراخان واقع شده‌است.